# Anett Kontaveit
Anett Kontaveit (* 24. Dezember 1995 in Tallinn) ist eine ehemalige estnische Tennisspielerin.

## Karriere
Kontaveit, die im Alter von sechs Jahren mit dem Tennisspielen begann, gehörte schon als Juniorin zu den besten ihres Jahrgangs. 2011 gewann sie den renommierten Orange Bowl. Im Jahr darauf kam sie bei den Juniorinnenwettbewerben der French Open sowie Wimbledon ins Halbfinale, bei den US Open sogar ins Endspiel, in dem sie Samantha Crawford unterlag. In der Junioren-Tennisweltrangliste erzielte Kontaveit daraufhin mit Platz vier ihre höchste Weltranglistenposition. 2013 rückte sie bei den Australian Open noch einmal die Runde der letzten vier vor.
2010 sammelte Kontaveit erste Erfahrungen auf der ITF Women’s World Tennis Tour und gewann 2011 ihre ersten drei Profititel. 2012 spielte sie in Kopenhagen ihr erstes Turnier auf der WTA Tour, nachdem sie von den Veranstaltern eine Wildcard für die Qualifikation erhalten hatte. Im Jahr darauf durfte sie, ebenfalls mit einer Wildcard ausgestattet, in Miami erstmals im Hauptfeld eines WTA-Turniers antreten, war dort jedoch gegen Christina McHale chancenlos. Zurück auf der ITF-Tour gewann sie in Moskau und gegen Saisonende in Margaret River ihre ersten beiden Titel der $25.000-Kategorie. Bei den French Open 2014 trat sie erstmals in der Qualifikation eines Grand-Slam-Turniers an, schied jedoch in der Schlussrunde aus. In Wimbledon glückte ihr dann der Einzug ins Hauptfeld, zum Auftakt verlor sie dort aber gegen Casey Dellacqua. Daraufhin erzielte sie in Båstad gegen Alizé Cornet ihren ersten Hauptrundenerfolg auf der WTA Tour. Aufgrund einer Erkrankung am Pfeifferschen Drüsenfieber musste sie die Saison nach einer Erstrundenniederlage in der Qualifikation vom Rogers Cup in Montreal vorzeitig beenden.
2015 konnte Kontaveit erst auf Rasen wieder an ihre ansteigende Form aus dem Vorjahr anknüpfen. So gewann sie zunächst in Eastbourne ein ITF-Turnier der $50.000-Kategorie und kam anschließend bei zwei weiteren Turnieren derselben Kategorie in Surbiton und Ilkley jeweils ins Halbfinale. Als Spielerin mit den meisten Saisonsiegen auf Rasenplatz, erhielt sie anschließend eine Wildcard für die Hauptrunde von Wimbledon, doch scheiterte sie zum Auftakt deutlich an Wiktoryja Asaranka. Durch einen überraschenden Einzug ins Achtelfinale der US Open, in dem sie erst von Venus Williams gestoppt wurde, rückte sie erstmals unter die besten 100 der Tennisweltrangliste vor. Im Jahr darauf erzielte Kontaveit in Monterrey und gegen Saisonende in Guangzhou ihre ersten beiden Halbfinals auf der WTA Tour. Bei ihren vier Grand-Slam-Auftritten schied sie aber jeweils in der ersten Runde aus und fiel daher zum Saisonende wieder aus den Top 100 heraus.
Nach einer Erstrundenniederlage bei den Australian Open 2017, gewann Kontaveit in Andrézieux-Bouthéon bei einem ITF-Turnier der $60.000-Kategorie ihren bis dahin größten Titel. Im Anschluss qualifizierte sie sich sowohl in Indian Wells als auch in Miami fürs Hauptfeld und erreichte dort die zweite und dritte Runde. In Biel stieß Kontaveit dann in ihr erstes Endspiel auf der WTA Tour vor, in dem sie an Markéta Vondroušová scheiterte, und konnte in Stuttgart mit Garbiñe Muguruza erstmals eine Top-10-Spielerin besiegen, bevor sie im Viertelfinale gegen Marija Scharapowa ausschied. Auch in Rom erreichte sie unter anderem nach einem Zweitrundenerfolg über die Weltranglistenführende Angelique Kerber die Runde der letzten Acht; dort verlor sie gegen Simona Halep in zwei Sätzen. Auf Rasen errang sie im Anschluss in ’s-Hertogenbosch nach einem Finalsieg gegen Natalja Wichljanzewa ihren ersten WTA-Titel und gelangte in Wimbledon erstmals in die dritte Runde. Bei ihrer anschließenden zweiten Finalteilnahme in Gstaad unterlag sie Kiki Bertens in drei Sätzen. Wenngleich sie bis zum Saisonende nur noch zwei weitere Matches gewinnen konnte, schloss sie die Saison erstmals in den Top 50 des Ranking ab.
Anfang 2018 rückte Kontaveit erstmals ins Achtelfinale der Australian Open vor und erzielte dabei in der dritten Runde gegen Jeļena Ostapenko ihren dritten Top-10-Sieg. Zum Start der Sandplatzsaison fand sie zu Bestform und erreichte in Stuttgart sowie anschließend in Rom nach Siegen gegen Venus Williams und Caroline Wozniacki das Halbfinale, in dem sie sich der späteren Siegerin Elina Switolina geschlagen geben musste. Bei den French Open erreichte sie danach das Achtelfinale, war dort aber gegen Sloane Stephens chancenlos. Nach wechselhaften Resultaten auf Rasen und Hartplatz, rückte sie in Wuhan zum ersten Mal ins Endspiel eines Turniers der Premier-Kategorie vor, das sie jedoch gegen Aryna Sabalenka verlor. Trotzdem qualifizierte sich Kontaveit 2018 erstmals für die WTA Elite Trophy in Zhuhai, wo sie nach einem Sieg gegen Julia Görges sowie einer Niederlage gegen Elise Mertens in der Gruppenphase ausschied.
Nach einem durchwachsenen Start in die Saison 2019, erreichte Kontaveit in Indian Wells zunächst die vierte Runde, in der sie von Karolína Plíšková geschlagen wurde, und anschließend in Miami das Halbfinale, das sie gegen Ashleigh Barty verlor. In der darauffolgenden Woche erzielte sie mit Platz 14 ihre bislang höchste Weltranglistenposition. Beim Sandplatzturnier von Stuttgart profitierte sie vom kurzfristigen Rückzug Naomi Ōsakas uns kam ins Endspiel, das sie gegen Petra Kvitová verlor. Danach stabilisierten sich die Leistungen Kontaveits, die in Wimbledon, Toronto sowie Cincinnati noch einmal in die dritte Runde einzog, auf solidem Niveau, auch wenn größere Erfolge im weiteren Jahresverlauf ausblieben. Zu ihrer Drittrundenpartie bei den US Open gegen Belinda Bencic konnte sie krankheitsbedingt nicht antreten und beendete daraufhin die Saison.
Von der Virusinfektion erholt, erzielte sie bei den Australian Open unter anderem nach einem klaren Erfolg über Belinda Bencic das Viertelfinale, in dem ihr Simona Halep keine Chance ließ.
2011 gab Kontaveit im Alter von erst 15 Jahren bei der 1:4-Playoffniederlage gegen Spanien ihren Einstand für die estnische Fed-Cup-Mannschaft. Seitdem hat sie für ihr Land 43 Begegnungen im Einzel und Doppel bestritten, von denen sie 26 gewinnen konnte (Einzelbilanz 22:7).
Im Juni 2023 gab Kontaveit an, dass sie ihre Profikarriere wegen anhaltender Rückenprobleme nach dem Turnier in Wimbledon beenden werde. Ihr letztes Spiel auf der Tour bestritt sie in der 2. Runde gegen Marie Bouzková. Sie verlor es 1:6, 2:6.

## Turniersiege

### Einzel
| Nr. | Datum              | Turnier             | Kategorie         | Belag             | Finalgegnerin          | Ergebnis       |
| --- | ------------------ | ------------------- | ----------------- | ----------------- | ---------------------- | -------------- |
| 1.  | 30. Januar 2011    | Tallinn             | ITF $10.000       | Hartplatz (Halle) | Zuzana Luknárová       | 6:4, 4:6, 6:2  |
| 2.  | 7. August 2011     | Savitaipale         | ITF $10.000       | Sand              | Lisanne van Riet       | 6:3, 6:1       |
| 3.  | 30. Oktober 2011   | Stockholm           | ITF $10.000       | Hartplatz (Halle) | Syna Kayser            | 6:4, 6:2       |
| 4.  | 26. Februar 2012   | Tallinn             | ITF $10.000       | Hartplatz (Halle) | Katarzyna Piter        | 7:5, 6:4       |
| 5.  | 26. August 2012    | San Luis Potosí     | ITF $10.000       | Hartplatz         | Victoria Rodríguez     | 6:1, 6:1       |
| 6.  | 19. Mai 2013       | Marathon            | ITF $10.000       | Hartplatz         | Lucy Brown             | 6:4, 6:76, 6:3 |
| 7.  | 27. Mai 2013       | Moskau              | ITF $25.000       | Sand              | Çağla Büyükakçay       | 6:1, 6:1       |
| 8.  | 4. August 2013     | Izmir               | ITF $10.000       | Hartplatz         | Başak Eraydın          | 4:6, 7:64, 6:0 |
| 9.  | 13. Oktober 2013   | Margaret River      | ITF $25.000       | Hartplatz         | Irina Falconi          | 6:2, 6:4       |
| 10. | 5. Juni 2015       | Eastbourne          | ITF $50.000       | Rasen             | Alla Kudrjawzewa       | 7:64, 7:62     |
| 11. | 29. Januar 2017    | Andrézieux-Bouthéon | ITF $60.000       | Hartplatz (Halle) | Ivana Jorović          | 6:4, 7:65      |
| 12. | 18. Juni 2017      | ’s-Hertogenbosch    | WTA International | Rasen             | Natalja Wichljanzewa   | 6:2, 6:3       |
| 13. | 28. August 2021    | Cleveland           | WTA 250           | Hartplatz         | Irina-Camelia Begu     | 7:65, 6:4      |
| 14. | 26. September 2021 | Ostrava             | WTA 500           | Hartplatz (Halle) | Maria Sakkari          | 6:2, 7:5       |
| 15. | 24. Oktober 2021   | Moskau              | WTA 500           | Hartplatz (Halle) | Jekaterina Alexandrowa | 4:6, 6:4, 7:5  |
| 16. | 31. Oktober 2021   | Cluj-Napoca         | WTA 250           | Hartplatz (Halle) | Simona Halep           | 6:2, 6:3       |
| 17. | 13. Februar 2022   | St. Petersburg      | WTA 500           | Hartplatz (Halle) | Maria Sakkari          | 5:7, 7:64, 7:5 |

### Doppel
| Nr. | Datum           | Turnier         | Kategorie   | Belag             | Partnerin        | Finalgegnerinnen                      | Ergebnis         |
| --- | --------------- | --------------- | ----------- | ----------------- | ---------------- | ------------------------------------- | ---------------- |
| 1.  | 25. August 2012 | San Luis Potosí | ITF $10.000 | Hartplatz         | Emily Fanning    | Erin Clark Elizabeth Ferris           | 6:0, 6:3         |
| 2.  | 30. März 2013   | Tallinn         | ITF $25.000 | Hartplatz (Halle) | Jeļena Ostapenko | Ljudmyla Kitschenok Nadija Kitschenok | 2:6, 7:5, [10:0] |
| 3.  | 4. Mai 2013     | Edinburgh       | ITF $10.000 | Sand              | Jessica Ren      | Anna Smith Francesca Stephenson       | 6:2, 6:3         |
| 4.  | 3. August 2013  | Izmir           | ITF $10.000 | Hartplatz         | Polina Leikina   | Hülya Esen Lütfiye Esen               | 6:4, 7:5         |
| 5.  | 20. April 2014  | Dothan          | ITF $50.000 | Sand              | Ilona Kremen     | Shelby Rogers Olivia Rogowska         | 6:1, 5:7, [10:5] |

## Karrierestatistik und Turnierbilanz

### Einzel
| Turnier                   | 2013              | 2014              | 2015              | 2016      | 2017              | 2018              | 2019              | 2020              | 2021              | 2022              | 2023              | T / T      | S/N        | Sieg%      |
| ------------------------- | ----------------- | ----------------- | ----------------- | --------- | ----------------- | ----------------- | ----------------- | ----------------- | ----------------- | ----------------- | ----------------- | ---------- | ---------- | ---------- |
| Australian Open           | –                 | –                 | Q2                | 1         | 1                 | AF                | 2                 | VF                | 3                 | 2                 | 2                 | 0 / 8      | 12:8       | 60 %       |
| French Open               | –                 | Q3                | Q2                | 1         | 2                 | AF                | 1                 | 1                 | 3                 | 1                 | 1                 | 0 / 8      | 6:8        | 43 %       |
| Wimbledon                 | –                 | 1                 | 1                 | 1         | 3                 | 3                 | 3                 | n. a.             | 1                 | 2                 | 2                 | 0 / 9      | 8:9        | 47 %       |
| US Open                   | –                 | –                 | AF                | 1         | 1                 | 1                 | 3                 | AF                | 3                 | 2                 | –                 | 0 / 8      | 11:7       | 61 %       |
| WTA Finals                | –                 | –                 | –                 | –         | –                 | –                 | –                 | n. a.             | F                 | –                 | –                 | 0 / 1      | 3:2        | 60 %       |
| Doha                      | –                 | –                 | a. K.             | –         | a. K.             | 1                 | a. K.             | 2                 | a. K.             | F                 | a. K.             | 0 / 3      | 5:3        | 63 %       |
| Dubai                     | a. K.             | a. K.             | –                 | a. K.     | –                 | a. K.             | 1                 | a. K.             | AF                | a. K.             | –                 | 0 / 2      | 2:2        | 50 %       |
| Indian Wells              | –                 | –                 | –                 | Q2        | 2                 | 2                 | AF                | n. a.             | VF                | 3                 | –                 | 0 / 5      | 7:5        | 58 %       |
| Miami                     | 1                 | 1                 | –                 | Q1        | 3                 | 2                 | HF                | n. a.             | 3                 | 2                 | –                 | 0 / 7      | 7:7        | 50 %       |
| Madrid                    | –                 | –                 | –                 | –         | 1                 | AF                | 1                 | n. a.             | 2                 | –                 | 1                 | 0 / 5      | 3:5        | 38 %       |
| Rom                       | –                 | –                 | –                 | –         | VF                | HF                | 2                 | 2                 | –                 | 2                 | 2                 | 0 / 6      | 10:6       | 63 %       |
| Kanada                    | –                 | Q1                | –                 | –         | –                 | 2                 | AF                | n. a.             | 1                 | 2                 | –                 | 0 / 4      | 4:4        | 50 %       |
| Cincinnati                | –                 | –                 | –                 | Q1        | 1                 | AF                | AF                | VF                | 1                 | AF                | –                 | 0 / 6      | 8:6        | 57 %       |
| Peking                    | –                 | –                 | –                 | –         | 1                 | AF                | –                 | nicht ausgetragen | nicht ausgetragen | nicht ausgetragen | –                 | 0 / 2      | 1:2        | 33 %       |
| Wuhan                     | n. a.             | –                 | –                 | –         | 1                 | F                 | –                 | nicht ausgetragen | nicht ausgetragen | nicht ausgetragen | nicht ausgetragen | 0 / 2      | 5:2        | 71 %       |
| Olympische Spiele         | nicht ausgetragen | nicht ausgetragen | nicht ausgetragen | –         | nicht ausgetragen | nicht ausgetragen | nicht ausgetragen | nicht ausgetragen | 1                 | n. a.             | n. a.             | 0 / 1      | 0:1        | 0 %        |
| Billie Jean King Cup      | –                 | K3                | K2                | K1        | K1                | K1                | K1                | –                 | –                 | –                 | K2                | 0 / 7      | 19:3       | 86 %       |
| Statistik                 | Statistik         | Statistik         | Statistik         | Statistik | Statistik         | Statistik         | Statistik         | Statistik         | Statistik         | Statistik         | Statistik         | S/N        | S/N        | Sieg%      |
| Gewonnene Titel           | 4                 | 0                 | 1                 | 0         | 2                 | 0                 | 0                 | 0                 | 4                 | 1                 | 0                 | Gesamt: 12 | Gesamt: 12 | Gesamt: 12 |
| Gesamt-Siege/-Niederlagen | 38:12             | 46:18             | 49:21             | 21:23     | 46:20             | 34:25             | 27:16             | 24:11             | 48:17             | 29:16             | 7:9               | 369:188    | 369:188    | 66 %       |
| Jahresendposition         | 228               | 166               | 91                | 110       | 34                | 21                | 26                | 23                | 7                 | 17                | –                 | N/A        | N/A        | N/A        |

Zeichenerklärung: S = Turniersieg; F, HF, VF, AF = Einzug ins Finale / Halbfinale / Viertelfinale / Achtelfinale; 1, 2, 3 = Ausscheiden in der 1. / 2. / 3. Hauptrunde; KF (kleines Finale) = unterlegen im Spiel um Platz drei; RR = Round Robin (Gruppenphase); n. a. = nicht ausgetragen; a. K. = andere Kategorie; PO (Playoff) = Auf- und Abstiegsrunde im Billie Jean King Cup; K1, K2, K3 = Teilnahme in der Kontinentalgruppe I, II, III im Billie Jean King Cup.
Anmerkung: Diese Statistik berücksichtigt alle Ergebnisse im Einzel bei ITF- und WTA-Turnieren. Als Quelle dient die ITF-Seite der Spielerin. Dargestellt sind nur WTA-Turniere der Kategorien Premier Mandatory und Premier 5 (2009–2020) bzw. die WTA-Turniere der Kategorie 1000 (seit 2021).

### Doppel
| Turnier         | 2017 | 2018 | 2019 | 2020 | 2021 | 2022 | Karriere |
| --------------- | ---- | ---- | ---- | ---- | ---- | ---- | -------- |
| Australian Open | —    | —    | 2    | 2    | 1    | —    | 2        |
| French Open     | —    | —    | AF   | —    | —    | —    | AF       |
| Wimbledon       | 2    | 1    | 1    |      | —    | 2    | 2        |
| US Open         | —    | —    | 2    | —    | 2    | —    | 2        |